# Typ 98 Ke-Ni
Der Typ 98 Ke-Ni (jap. 九八式軽戦車 ケニ, kyūhachi-shiki keisensha ke-ni, dt. „Typ-98-leichter-Panzer Ke-Ni“) war ein leichter Panzer der japanischen Armee im Zweiten Weltkrieg. Er wurde 1938 entwickelt, was dem Jahr Kōki 2598 entspricht, woraus die Typbezeichnung resultiert. Er sollte den Typ 95 Ha-Gō ersetzen, welcher damals der meistgebaute Panzer der japanischen Armee war.

## Geschichte

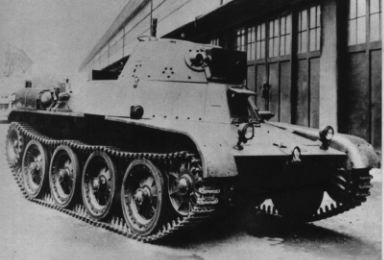
Prototyp des Typ 98 (Typ 98B) mit vier großen Laufrollen

Bereits in  Mandschukuo und im zweiten Japanisch-Chinesischen Krieg waren beim damaligen japanischen Standardpanzer Typ 95 Ha-Gō Defizite zu Tage getreten, so dass bereits 1938 ein Nachfolger entwickelt wurde. Nach Beginn des Zweiten Weltkrieges zeigte sich dann, dass der Typ 95 den amerikanischen Modellen M3 Stuart und später M4 Sherman hoffnungslos unterlegen war. Da Stahl aber während des Krieges hauptsächlich zum Schiffs- und Flugzeugbau verwendet wurde, konnte erst 1942 die Produktion bei Hino Jidōsha und Mitsubishi Heavy Industries aufgenommen werden. Es wurden lediglich 103 Fahrzeuge produziert, 24 Stück 1942 und 79 im Jahre 1943.

## Technik
Das Design des Typ 98 war dem des Typ 95 ähnlich, aber mit dickerer, geschweißter Panzerung und verbesserter Formgebung und hatte einen 2-Mann Turm, eine vergrößerte Version des Typ 95 Turmes. Der Panzer wog 7,2 Tonnen und war 5,5 Meter lang sowie 1,82 Meter hoch. Er wurde von einem Mitsubishi Typ 100 6-Zylinder Dieselmotor mit Luftkühlung und 130 PS angetrieben. Der Motor war seitlich im Fahrzeug untergebracht, um die Wartung zu erleichtern.
Die Bewaffnung bestand aus einer 37 Millimeter-Kanone mit einer Mündungsgeschwindigkeit von 760 m/s und einem schweren Bordmaschinengewehr Typ 97 mit Kaliber 7,7 mm. Für die Hauptwaffe konnten 110 Schuss und für das MG 1400 Schuss Munition mitgeführt werden.

## Versionen
- Typ 98A Ke-Ni Ko (九八式軽戦車（甲型）)

Standardversion mit 6 Laufrollen
- Typ 98B Ke-Ni Otsu (九八式軽戦車（乙型）)

Experimentalmodell mit Christie-Laufwerk, wurde nie produziert.
- Typ 2 Ke-To

Verbesserter Typ 98B mit stärkerer Typ 1 37-mm-Kanone mit einer v0 von 810 m/s. Die Produktion begann 1944, bis Kriegsende wurden lediglich 29 Einheiten gebaut.
- Typ 98 Ta-Se

Flugabwehrpanzer mit 20-mm-Maschinenkanone. Das Fahrzeug erreichte nicht die geforderten Leistungsparameter, die Entwicklung endete 1943.